# Nectarivoor

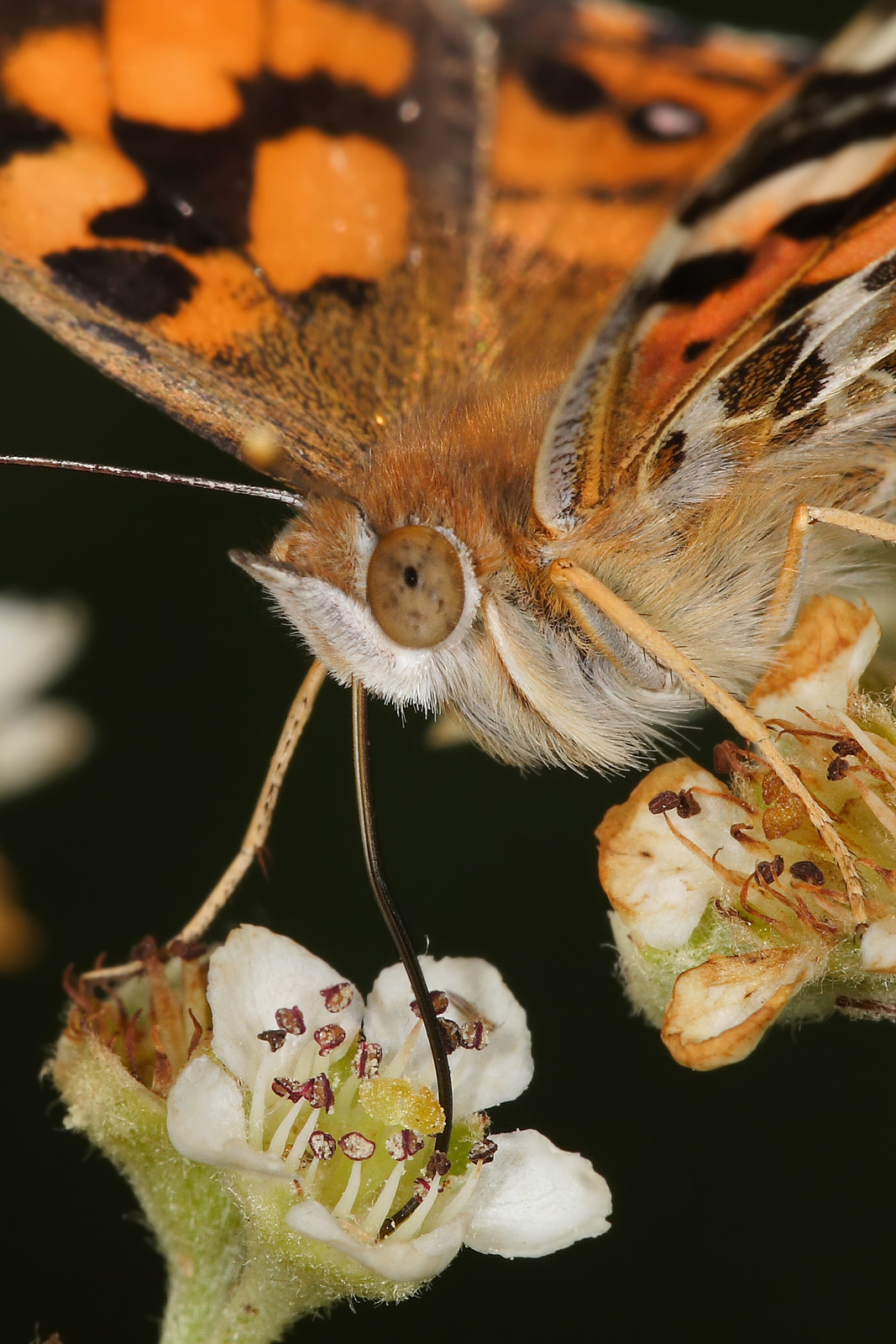
Een Vanessa kershawi voedt zich met nectar door haar lange proboscis

In de zoölogie is een nectarivoor een dier dat zijn energie- en voedingsbehoeften ontleent aan een dieet dat voornamelijk of uitsluitend bestaat uit de suikerrijke nectar geproduceerd door bloeiende planten.
Nectar als voedselbron biedt zowel voordelen als uitdagingen. Het is in wezen een oplossing van (tot 80%) de eenvoudige suikers sucrose, glucose en fructose, die gemakkelijk kunnen worden ingenomen en verteerd, en een rijke en efficiënte voedingsbron vormen. Deze oplossing wordt vaak verdund door de plant die het produceert of door regen die op een bloem valt. Veel nectarivoren hebben aanpassingen om zich effectief te ontdoen van overtollig water dat op deze manier wordt ingenomen.
Nectar is echter een onvolledige voedingsbron. Hoewel het eiwitten en aminozuren bevat, worden deze slechts in kleine hoeveelheden aangetroffen, en het heeft een ernstig tekort aan mineralen en vitamines. Zeer weinig organismen consumeren nectar uitsluitend gedurende hun hele leven. Vaak wordt het dieet aangevuld met voedsel van andere bronnen, met name insecten (dus overlappend met insecteneters), of het wordt slechts gedurende een bepaalde periode geconsumeerd.
Veel soorten zijn nectarrovers of nectardieven, die geen plant bestuiven terwijl ze nog steeds nectar consumeren.
Nectar wordt geproduceerd door bloeiende planten om bestuivers aan te trekken om de bloemen te bezoeken en stuifmeel tussen hen te transporteren. Bloemen hebben vaak gespecialiseerde onderdelen die de nectar alleen toegankelijk maken voor dieren met geschikte morfologische structuren, en er zijn talloze voorbeelden van co-evolutie tussen nectarivoren en de bloemen die ze bestuiven. Kolibries en pijlstaarten hebben bijvoorbeeld lange smalle snavels die nectar kunnen bereiken op de bodem van lange buisvormige bloemen. Vleermuizen bezoeken ondertussen open bloemen waar de nectar niet zo diep verborgen is.

## Soorten nectarivoren
De meeste nectarivoren zijn insecten of vogels, maar er zijn ook een klein aantal nectarivore soorten te vinden in andere diergroepen.

## Vogels

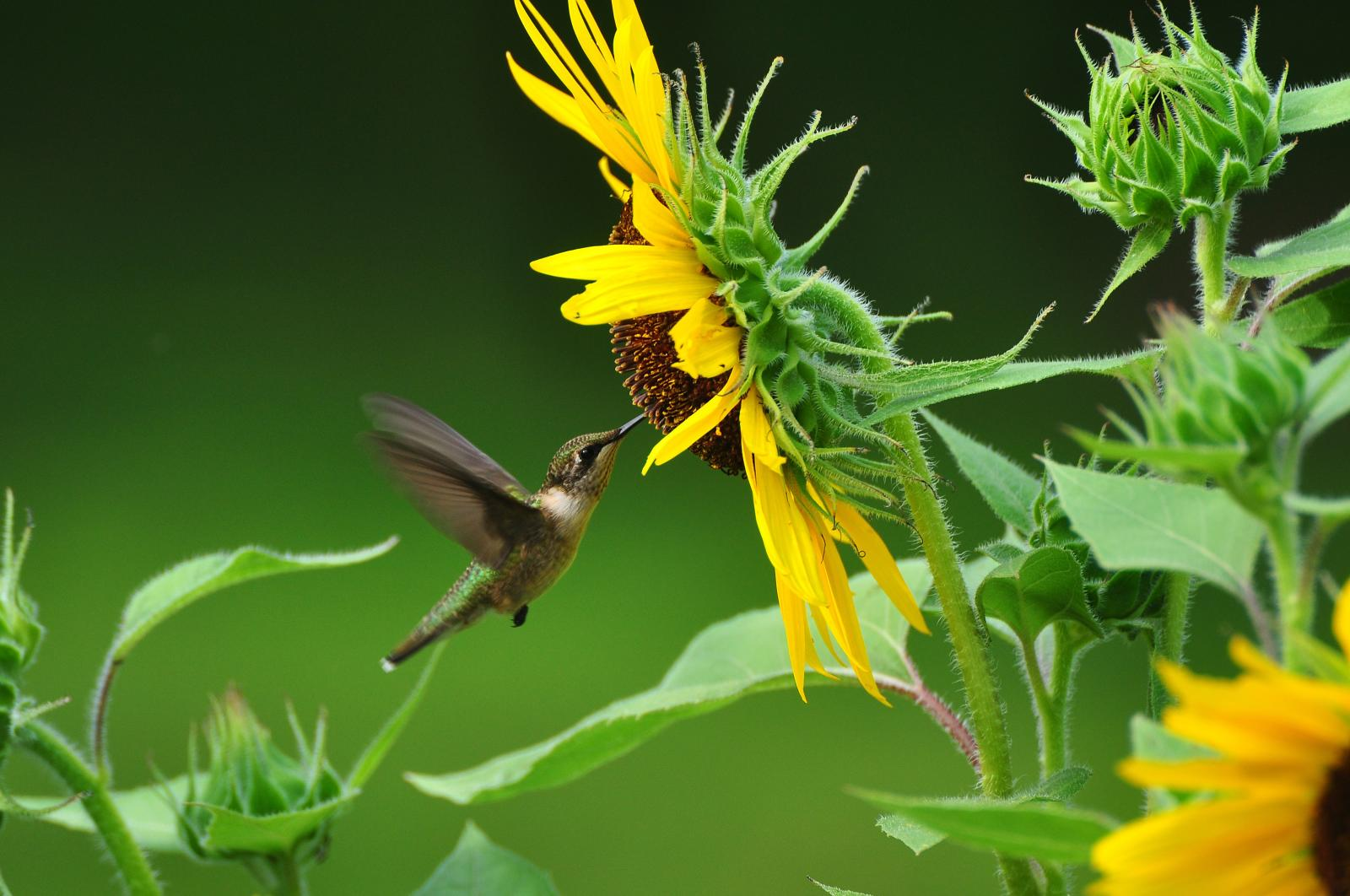
Een vrouwelijke robijnkeelkolibrie (Archilochus colubris) voedt nectar van een zonnebloem (Helianthus annuus)

Nectarvoeding is wijdverbreid onder vogels, maar geen enkele soort consumeert uitsluitend nectar. De meeste combineren het met insecten voor een gemengd dieet. Van bijzonder belang zijn drie afstammelingen van gespecialiseerde nectarivore vogels: de kolibries (Trochilidae), honingzuigers (Nectariniidae) en honingeters (Meliphagidae). Deze groepen zijn aangepast op een nectar-centraal dieet, met een hogere activiteit van spijsverteringsenzymen die suikers afbreken, hogere absorptiesnelheden van suikers en veranderde nierfuncties. Om te blijven vliegen moet een vogel snel een groot deel van het watergehalte van de nectar die ze consumeert uitscheiden. De nieren van een kolibrie kunnen snel grote hoeveelheden hyposmotische urine produceren, dat wil zeggen urine met een lagere concentratie opgeloste stoffen dan het bloed. Sommige andere vogelgroepen hebben een of meer vergelijkbare specialisaties - bijvoorbeeld de Lori's, een groep Australaziatische papegaaien binnen de grotere papegaaienfamilie Psittacidae, hebben vergelijkbare spijsverteringsmodificaties. Dit zijn voorbeelden van parallelle evolutie. De Hawaïaanse suikervogels hebben verschillende soorten die zijn aangepast om zich te voeden met nectar. Vooral belangrijk is de Hawaïaanse boom Metrosideros polymorpha die sterk afhankelijk is van de bestuiving van de min of meer nectarivore suikervogels.

## Insecten

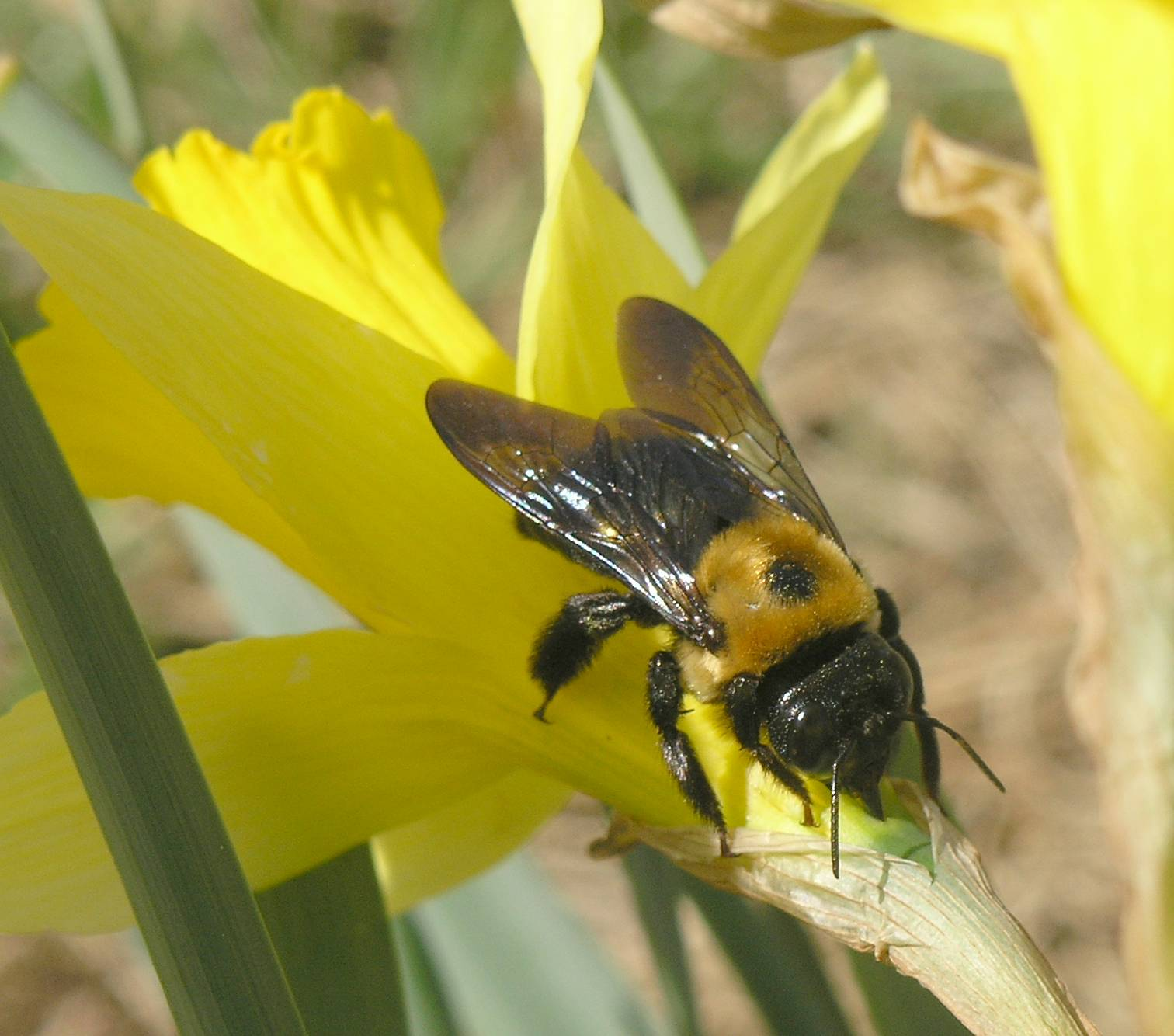
Een Oosterse houtbij (Xylocopa virginica) doorboort de bloemkroon om zich te voeden met een narcis (Narcissus sp.)

Nectarivorie komt veel voor bij insecten. Sleutelfamilies met grote hoeveelheden nectarivoren zijn de kevers (Coleoptera), vlinders (Lepidoptera), tweevleugeligen (Diptera), vliesvleugeligen (Hymenoptera) en halfvleugeligen (Hemiptera). Sommige zijn bestuivers, maar niet allemaal: nectarrovers vermijden de voortplantingsorganen van planten geheel, met name die met diepe bloemkronen, door de basis van de bloem te doorboren en direct het honigbakje te bereiken. Insectensoorten die aan nectarroven doen zijn onder andere houtbijen en soms honingbijen als ze nectar consumeren uit gaten die door anderen zijn gemaakt, en mieren.

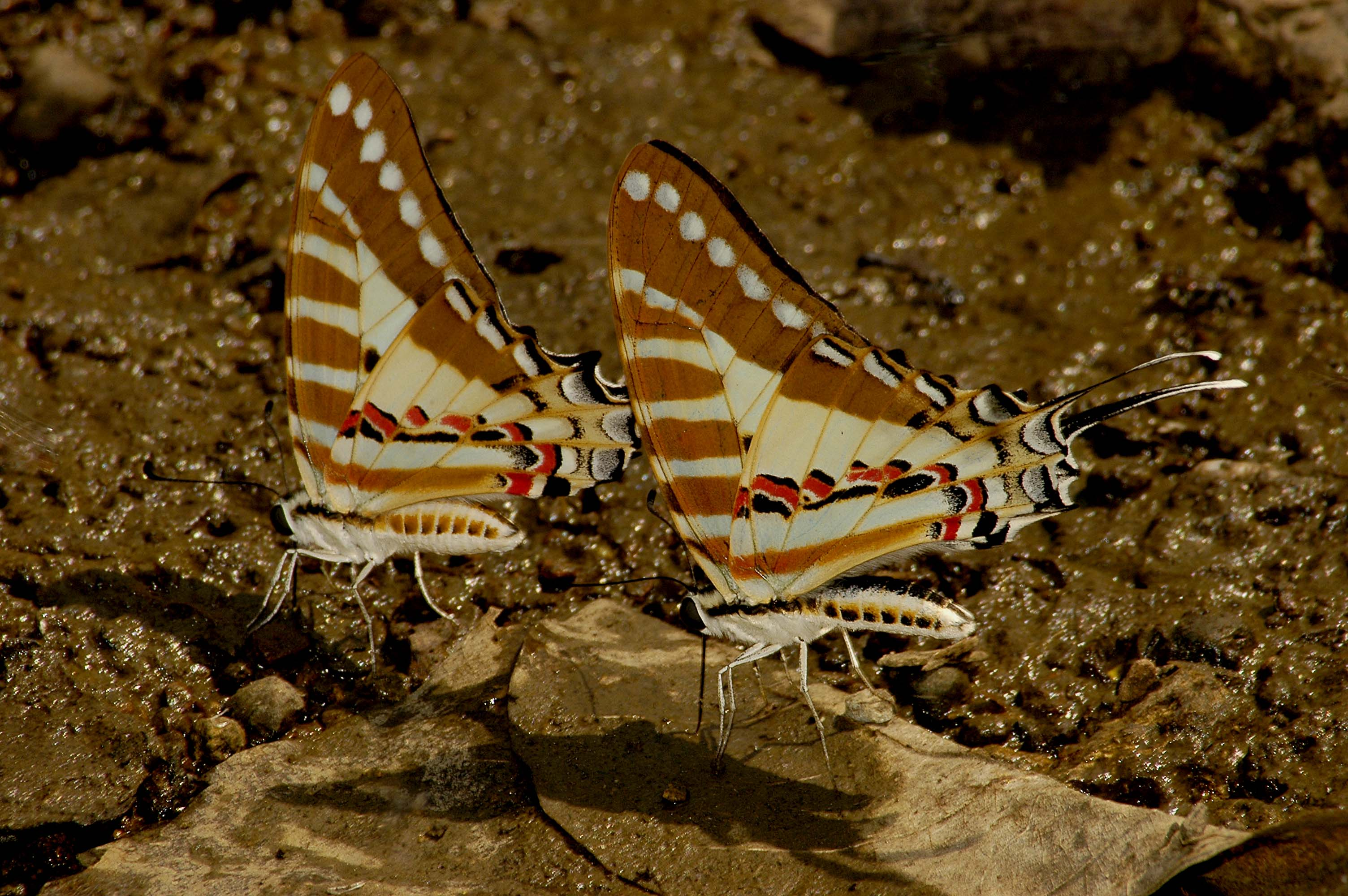
Twee Graphium nomius die vloeistoffen drinken uit modder voor mineralen

Nectar-etende insecten halen voldoende water uit nectar om zelden te hoeven drinken, hoewel volwassen vlinders en motten mogelijk vloeistoffen uit modder, mest, of rottend vlees drinken om opgeloste stoffen te verkrijgen die niet overvloedig aanwezig zijn in nectar, met name zouten en aminozuren.
Sommige vliegende nectarivoren, met name grotere bijen, verliezen onvoldoende water door verdamping tijdens de vlucht om hun hoge inname als gevolg van nectarvoeding te compenseren, evenals water dat metabolisch wordt geproduceerd tijdens het vliegen. Ze moeten het water tijdens de vlucht uitscheiden om waterbelasting te voorkomen, en kunnen bij de ingang van het nest wachten om een deel van hun waterbelasting te verdampen voordat ze wegvliegen.

## Spinachtigen
Er zijn aanwijzingen dat sommige spinnen, hoewel gewoonlijk wordt aangenomen dat ze uitsluitend vleesetend zijn, indirect nectar consumeren door nectarivore insecten te consumeren en/of direct uit bloemen. Dit gedrag komt vaker voor bij spinnen die tussen bladeren leven. Sommigen maken nectar tot hun belangrijkste voedselbron, zoals Bagheera kiplingi, een lid van de springspinnen, terwijl anderen, zoals de krabspinnen opportunistischer eten. Geen van de spinnengroepen die op nectar voeden zijn web-wevende soorten, het zijn allemaal zwervende soorten.

## Zoogdieren

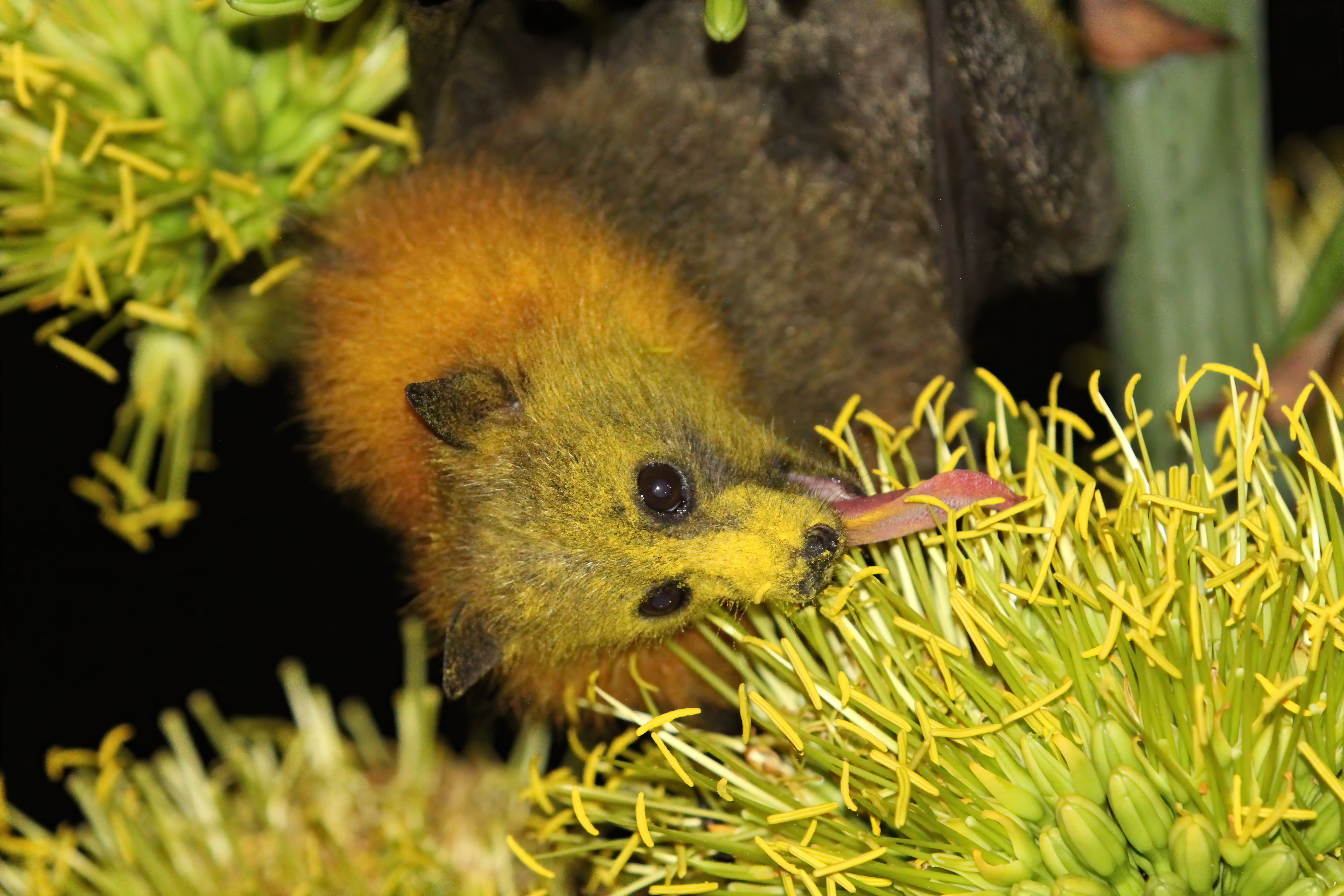
Een grijskopvleerhond (Pteropus poliocephalus) die zich aan nectar voedt, zijn gezicht en snuit bedekt met geel stuifmeel

Veel soorten vleermuizen voeden zich met nectar, en hebben een levensstijl die lijkt op die van nectarivore vogels. Er is een aanzienlijke overlap tussen bloemen die worden bestoven door vleermuizen en kolibries - beide hebben een op dezelfde manier samengestelde nectar nodig om de energie-intensieve zweefvlucht vol te houden.
In Amerika is er een bijzonder nauwe associatie tussen sommige soorten zuilvormige cactussen en vleermuissoorten die bestuivingsdiensten leveren in ruil voor nectar met een samenstelling die past bij hun voedingsbehoeften. Nectarivore vleermuizen lopen een bijzonder risico op uitsterven vanwege hun afhankelijkheid van bepaalde soorten bloeiende planten.
Een enkele buideldiersoort, de honingkoes, voedt zich uitsluitend met nectar en stuifmeel. Ze brengt minder jongen groot, die daarnaast langzamer groeien dan andere buideldieren van dezelfde grootte, vanwege de tijdrovende inspanning van het drinken van nectar uit veel verschillende bloemen, waardoor ze minder energie overhoudt voor andere activiteiten.